# Traité de Montgomery

Le pays de Galles en 1267. L'autorité de Llywelyn s'étend sur les zones vertes (domaine propre), violettes (conquêtes de Llywelyn) et bleues (vassaux de Llywelyn).

Le traité de Montgomery est un traité conclu entre le roi d'Angleterre Henri III et le prince de Galles Llywelyn ap Gruffudd. Il a été signé le 29 septembre 1267 dans le Montgomeryshire.
Ce traité reconnaît l'autorité de Llywelyn comme prince de Galles. Il conserve une partie de ses conquêtes dans le centre du pays de Galles, à savoir le Buellt, le Brycheiniog et le Gwerthrynion, et les autres princes gallois de la région sont tenus de lui rendre hommage, à l'exception de Maredudd ap Rhys Gryg. En échange, il doit verser 25 000 marcs à Henri III, se reconnaître son vassal et accepter de rétablir auprès de lui son frère Dafydd ap Gruffudd, qui avait fait défection à l'Angleterre en 1263.